# Kaszperiwka (rejon zwiahelski)
Kaszperiwka (ukr. Кашперівка, hist. pol. Kaszperówka) – wieś na Ukrainie, w obwodzie żytomierskim, w rejonie zwiahelskim, w hromadzie Baranówka. W 2001 liczyła 1052 mieszkańców.